# Вайда, Шандор Александрович
Шандор Александрович Вайда (укр. Шандор Олександрович Вайда; венг. Vajda Sándor; род. 14 декабря 1991, Матесалька, Сабольч-Сатмар-Берег) — украинский футболист венгерского происхождения, играющий на позиции полузащитника.

## Футбольная карьера

### Клубная карьера
Воспитанник ДЮСШ в Виноградове, а затем ДЮСШ в Ужгороде, цвет которой защищал на чемпионате Украины среди юниоров (ДЮФЛ). 7 сентября 2008 года начал футбольную карьеру в «Говерле». Летом 2009 года отдан на год в аренду в клуб второго дивизиона «Сталь» (Днепродзержинск). После возвращения в «Говерлу» тренер не включил его в основной состав, поэтому потом играл в любительских командах, в том числе «Берегвидейк». В начале 2012 года его пригласили присоединиться к чемпиону 1-й лиги Чехии «Дукле», но он играл только за вторую команду. Летом 2012 года стал футболистом «Славутича». Во время зимнего перерыва сезона 2012/13 перешёл в клуб «Нефтяник-Укрнефть». 20 ноября 2014 года получил статус свободного агента. 23 февраля 2015 года подписал контракт с венгерским «Бальмазуйварошем». 13 июня 2018 года он сменил клуб на «Мезёкёвешд».

## Сборная Закарпатья
В 2018 году был обвинён в участии в чемпионате мира по футболу среди непризнанных государств в составе сборной Закарпатья, игрокам которой впоследствии был запрещён въезд на территорию Украины. Позже футболист отрицал своё участие в турнире.

## Успехи и награды
- Победитель первой лиги Украины: 2008/09